# Ilha da Restinga
Ilha da Restinga är en ö i Brasilien.   Den ligger i delstaten Paraíba, i den östra delen av landet, 1 700 km nordost om huvudstaden Brasília. Arean är 5,4 kvadratkilometer.
Terrängen på Ilha da Restinga är mycket platt. Öns högsta punkt är 20 meter över havet. Den sträcker sig 4,1 kilometer i nord-sydlig riktning, och 2,3 kilometer i öst-västlig riktning.